# Noel (filme)
Noel (br: Anjo de Vidro / pt: Um Milagre de Natal) é um filme americano de 2004, do género drama natalício, escrito por David Hubbard e dirigido por Chazz Palminteri. Apresenta Susan Sarandon, Penélope Cruz, Paul Walker, Alan Arkin, Daniel Sunjata e Robin Williams, em uma performance não-creditada.

## Enredo
O filme gira em torno de cinco estranhos que estão ligados entre si – e que se encontram, junta ou separadamente – por uma série de eventos que ocorrem na véspera de Natal. A personagem principal é Rose (Susan Sarandon), uma mulher solteira que está lutando para lidar com a doença de sua mãe, uma vítima de Alzheimer. Enquanto isso, Nina (Penélope Cruz) e Mike (Paul Walker) formam um casal que está a beira da separação por causa do comportamento cada vez mais ciumento de Mike. Já o personagem Artie (Alan Arkin) é um garçom que sempre está a procura de sua falecida esposa nas vésperas de Natal. Finalmente, Jules é um jovem que quebra sua mão para que possa participar da festa de Natal na sala de emergência, uma vez que esta é a única lembrança feliz que ele possui de sua vida. Além dos cinco personagens principais apresentados, o misterioso Charlie (Robin Williams) é apresentado como uma pessoa que é capaz de ajudar Rose a perceber que deve cuidar mais de si mesma, ao invés de se preocupar tanto com os outros.

## Elenco principal
- Susan Sarandon — Rose Harrison
- Penélope Cruz — Nina Vasquez
- Paul Walker — Mike Riley
- Alan Arkin — Artie Venzuela
- Marcus Thomas — Jules McHailen
- Chazz Palminteri — Arizona
- Robin Williams — Charlie (não-creditado)